# Neuhaid (Parsberg)
Neuhaid ist ein Gemeindeteil der Stadt Parsberg im Landkreis Neumarkt in der Oberpfalz in Bayern.

## Geographische Lage
Neuhaid liegt im Oberpfälzer Jura der Südlichen Frankenalb auf ca. 530 m ü. NHN. Nordwestlich des Weilers erhebt sich der Hintere Breitenberg auf 581 m ü. NHN, südwestlich der Vordere Breitenberg auf 576 m ü. NHN. Östlich dehnt sich ein Waldgebiet aus. Neuhaid ist über eine nach Norden führende Abzweigung von der Verbindungsstraße Rudenshofen – Staatsstraße 2234 zu erreichen.

## Geschichte
Neuhaid – so benannt im Unterschied zum älteren Ort Haid – erscheint 1867 in einem Topographisch-statistischen Handbuch des Königreichs Bayern unter der Gemeinde Rudenshofen. Errichtet wurde die Einöde am historischen „Mühlweg“ in der Nähe des Schwarzholzes. Franz Xaver Buchners Vermutung, die Neusiedelung sei circa 1884 auf Rudenshofener Grund entstanden, ist insofern zu präzisieren, dass Neuhaid 1883 als amtlicher Ortsteil der Gemeinde Rudenshofen erscheint. Obwohl das dortige Haus Nr. 1 kirchlich zum Bistum Regensburg gehörte, ist die Einöde Neuhaid spätestens seit 1900 der Pfarrei Hörmannsdorf des Bistums Eichstätt zugeordnet. Dorthin gingen die Kinder auch zur Schule.
Die Gemeinde Rudenshofen wurde im Zuge der Gebietsreform in Bayern am 1. Januar 1971 in die Stadt Parsberg eingemeindet. Seitdem ist Neuhaid ein amtlich benannter Ortsteil von Parsberg.

### Einwohner- und Gebäudezahl
- 1861: 05 Einwohner,[5]
- 1900: 24 Einwohner, 4 Wohngebäude,[6]
- 1925: 19 Einwohner, 3 Wohngebäude,[7]
- 1937: 09 Einwohner (nur Katholiken),[8]
- 1950: 16 Einwohner, 3 Wohngebäude,[9]
- 1987: 13 Einwohner, 4 Wohngebäude, 4 Wohnungen.[10]

Heute gibt es in Neuhaid (5 Hausnummern, ca. 18 Gebäude) einen Erlebnis-Bauernhof sowie eine Zimmerei.